# Idioma sursurunga
Sursurunga es una lengua oceánica de Nueva Irlanda.

## Números gramáticales
Sursurunga es famoso por tener una distinción de números gramaticales de cinco vías. Los números al lado de singular, dual y plural se han llamado trial y cuadral (Hutchisson 1986); sin embargo, estos números, que sólo aparecen en los pronombres, indican un mínimo de tres y cuatro, no exactamente tres y cuatro como el dual indica exactamente dos. Son equivalentes a "unos pocos" y "varios", y Corbett los ha llamado (menor) paucal y mayor paucal. El trial no se puede utilizar para el término de parentesco diádico, mientras que el cuadrilátero se utiliza para dos o tres de esas relaciones de pareja.